# Nené Malbrán
Nené Malbrán (Buenos Aires, 1933 o 1934 - Buenos Aires, 19 de mayo de 1996) fue una actriz y cantante argentina de cine, teatro y televisión.
Trabajó en teatro y su actuación junto a Antonio Gasalla (donde trabajaba también como cantante) le dio el impulso para hacerlo luego en el cine y la televisión.

## Obras

### Filmografía
- 1974: Gente en Buenos Aires
- 1975: Mi novia el... (cuyo nombre prohibido era Mi novia el travesti), novia del protagonista; con Alberto Olmedo y Susana Giménez.[5]
- 1978: El fantástico mundo de la María Montiel.
- 1979: Las locuras del profesor (con Carlitos Balá, dirigida por Palito Ortega), como la profesora Susana.
- 1979: Hotel de señoritas
- 1979: Millonarios a la fuerza.
- 1985: Tacos altos, como la Turca.
- 1986: Seré cualquier cosa, pero te quiero.
- 1987: Johnny Tolengo, el majestuoso.

### Teatro[6]
- 1959: Los sueños del rey Bombo (mamarracho en dos actos), con letra y música de María Elena Walsh; dirigida por Roberto Aulés (1924-1978).[7]
- 1964: La pérgola de las flores, de Isidora Aguirre, en el teatro Caminito, con Víctor Hugo Vieyra, Tino Pascali, Jorge Luz, entre otros.
  - Se publicó un LP con las canciones; entre ellas canta Malbrán.[8]
- 1968: Ciudad nuestra Buenos Aires, obra de ballet contemporáneo de Ana Ítelman, con Oscar Araiz, Víctor Hugo Vieyra y Víctor Laplace, entre muchos otros. Nene Malbrán interpreta una voz en off junto con Graciela Dufau, Alberto Busaid, Ulises Dumont, y Julio López. Dirigido por Oscar Araiz y Ana Ítelman; en el Teatro Municipal General San Martín.
- 1968: Caramela de Santiago, de Jorge Masciángioli, interpretada por Nacha Guevara, Nene Malbrán, Héctor Pellegrini, Sergio Renán y Víctor Hugo Vieyra; dirigida por Juan Silben. En el Teatro San Martín (Buenos Aires).
- 1976: Abajo Gasalla, con Antonio Gasalla, Gabriela Acher, Mirta Busnelli y Cecilia Rossetto.[9]
- 1983: La mujer del año, con Susana Giménez, Arturo Puig y otros.
- 1987: Chispas (comedia), con Thelma Biral, Nora Cárpena y Salo Pasik.[10][11]

### Televisión
- 1968: Canal 7 y Canal 11, Cantando la Historia (programa de televisión).
- 1968: Vivir es una comedia (programa de televisión).
- 1968: Ciclo de teatro nacional, con Iris Marga, Sergio Renán, Ulises Dumont, Susana Rinaldi y Juan Carlos Mareco, entre otros.[12]
- 1980: Señorita Andrea (serie), como Anita.
- 1982: El maravilloso mundo de Solita, versión de La Cenicienta realizada por Hugo Midón y protagonizada por Soledad Silveyra; Malbrán aparece como una de las dos hijas malvadas de la madrastra.[13][14]
- 1982-1983: Verónica, el rostro del amor, con Verónica Castro y Elsa Bérenguer.[15]
- 1982-1985: Pelito, con Gustavo Bermúdez, Max Berliner, Lorena Paola, Adrián Suar y Julián Weich, entre otros; como Lily.[16]
- 1983: Señorita maestra (serie, con Cristina Lemercier), como Eloísa Caballasca, la madre de Palmiro Caballasca.[17]
- 1988: Mi nombre es Coraje (serie).
- La gula, de Jacobo Langsner, con Oscar Martínez, Mario Pasik, Luis Tasca, Nené Malbrán y Tina Serrano. En el ciclo Los siete pecados capitales.[18]